# Lípy v Kostelní Bříze
Lípy v Kostelní Bříze je skupina památných stromů rostoucích v Kostelní Bříze, místní části města Březová v okrese Sokolov v Karlovarském kraji. Pět lip velkolistých (Tilia platyphyllos) bylo vysazeno u kapličky západně od hřbitova v nadmořské výšce 608 m. Chráněná skupina památných lip pod novým společným názvem vznikla sloučením ochran čtyř památných stromů Lípy u Vondrů a památného stromu Lípa v Kostelní Bříze. Obvody kmenů stromů měří 600 cm, 391 cm, 260 cm, 715 cm a 305 cm, koruna nejvyššího z nich dosahuje do výšky 25 m (měření 2016). Lípy jsou chráněny od roku 1984 resp. 1974, nově od roku 2016.

## Stromy v okolí
- Lípa u kostela (Kostelní Bříza)
- Kleny v Kostelní Bříze
- Sekvoj v Kostelní Bříze
- Javory v Arnoltově
- Lípa v Arnoltově
- Bambasův dub
- Pastýřský buk